# Gorchs
Gorchs es una localidad del Partido de General Belgrano, Provincia de Buenos Aires, Argentina.
Su actividad económica se basa en el cultivo de cereales y lino y en la producción láctea.
Cuenta con una delegación Municipal en edificio propio, la Escuela N.º 6 Ricardo Gutiérrez, el Jardín de Infantes, la Escuela Secundaria N.º 2, una sala de primeros auxilios médicos y la Biblioteca Popular Aurora del Saber. Posee también un destacamento policial y el cuartel de Bomberos Voluntarios N° 256 desde el año 2012.

## Toponimia
Debe su nombre a Don Andrés Gorchs, donante de las tierras donde se construyó la estación del ferrocarril. La misma pertenecía al Ferrocarril del Sud y fue inaugurada en mayo de 1892. El pueblo fue fundado posteriormente por Don Antonino Benigno Gorchs (hijo de Andrés) quien le dio la forma con las calles y manzanas correspondientes.

## Población
Cuenta con 338 habitantes (Indec, 2010), lo que representa un incremento del 21% frente a los 258 habitantes (Indec, 2001) del censo anterior.

## Combate de Las Vizcacheras
En sus inmediaciones se libró el 28 de marzo de 1829 el Combate de las Vizcacheras, en el marco de las guerras civiles argentinas, en el cual fue muerto el coronel Rauch a manos del cacique Arbolito.